# Чупино
Чу́пино (рос. Чупино) — селище у складі Шипуновського району Алтайського краю, Росія. Входить до складу Войковської сільської ради.

## Населення
Населення — 18 осіб (2010; 35 у 2002).
Національний склад (станом на 2002 рік):
- росіяни — 100 %